# Teleosemantik
Die Teleosemantik  ist ein theoretischer Ansatz in der gegenwärtigen Sprachphilosophie, Philosophie der Biologie und Philosophie des Geistes. In der Teleosemantik soll das Phänomen der Bedeutung durch seine biologische Funktion erklärt werden. Bekannte Vertreter der Teleosemantik sind Ruth Millikan und David Papineau.
Gedanken sind dadurch ausgezeichnet, dass sie eine Bedeutung haben und aufgrund ihrer Bedeutung wahr oder falsch sein können. Philosophen führen eine Debatte darüber, was bedeutungsvolle Zustände auszeichnet und wie das Zustandekommen von Bedeutung zu erklären ist. Teleosemantiker vertreten in Bezug auf diese Fragen bestimmte Thesen, die an den Begriff der biologischen Funktion gebunden sind.

## Erklärung von Bedeutung
Der Grundgedanke von Teleosemantikern lässt sich vereinfacht wie folgt formulieren: Ein Zustand Z1 repräsentiert genau dann einen Zustand Z2, wenn es seine biologische Funktion ist, das Vorhandensein von Z2 anzuzeigen. Man kann diesen Gedanken zunächst anhand von  Beispielen aus dem Tierreich deutlich machen: Ein Zustand im Nervensystem eines Frosches (Z1) repräsentiert genau dann das Vorhandensein einer Fliege (Z2), wenn es seine biologische Funktion ist, das Vorhandensein einer Fliege anzuzeigen. Eine solche Theorie hat den Vorteil, das Zustandekommen von Repräsentationen evolutionär erklären zu können. Ein Zustand, der das Vorhandensein von Fliegen anzeigt, bietet einem Frosch einen offensichtlichen Selektionsvorteil, weswegen seine evolutionäre Entstehung verständlich ist. Ein Zustand hat also deshalb eine bestimmte Funktion, weil er einen evolutionären Vorteil bietet und sich aufgrund dieses Vorteils in einer Population durchgesetzt hat.
In der Teleosemantik werden derartige Argumente nun aus dem Tierreich auf Menschen und ihre Gedanken übertragen. Zunächst wird erklärt, dass Gedanken ihre Bedeutung dadurch erhalten, dass sie etwas in der Welt repräsentieren. So erhält etwa der Gedanke „Da ist ein gefährliches Tier“ seine Bedeutung dadurch, dass er eine entsprechende Tatsache in der Welt repräsentiert. Das Zustandekommen entsprechender repräsentationaler Zustände lässt sich nach Ansicht der Teleosemantiker wiederum evolutionär erklären. Menschen, die etwa Gefahrensituationen repräsentieren können, haben einen evolutionären Vorteil. Es ist daher plausibel, dass sich Zustände entwickelt haben, deren Funktion es ist, entsprechende Zustände in der Welt zu repräsentieren.
Die Teleosemantik versucht das Zustandekommen von Gedanken und damit auch Bedeutungen im Rahmen einer evolutionären Theorie zu erklären. Es handelt sich damit um einen typisch naturalistischen Ansatz, in dem Bedeutungen auf biologische Prozesse ohne Bedeutungsgehalt reduziert werden sollen.
In der Biophilosophie dient der teleosemantische Ansatz dazu, den Genen eine weitreichende Bedeutung in der Merkmalsausprägung zuzusprechen. So wird ihnen direkt eine biologische Funktion zugeschrieben, um die Einflüsse von Umweltfaktoren zu begrenzen. Semantische Informationen sind somit nur Informationen über funktionale (biologische) Wirkungen. Ebenso repräsentieren alle Träger von Entwicklungsfunktionen ihre Wirkungen und sind somit Informationsträger.